# Potts (Nevada)
Potts é uma comunidade não incorporada e abandonada em Monitor Valley, no condado de Nye,  estado de Nevada, nos Estados Unidos. Fica a aproximadamente 3 quilómetros a este da  Nevada SSR 82. Fica situada a 2.029 m de altitude.

## História
O rancho foi fundado por William Potts na década de 1870 e permaneceria na posse da família Potta até 1944, quando foi vendida a Harvey Sewell e  O. G. Bates.  Potts durante a geração dos Potts ganhou a reputação de ser um dos melhores locais para a criação de gado no estado do Nevada. 
Com Belmont, a comunidade mais próxima, a 61 quilómetros de distância, um número de outros de ranchos desenvolvendo-se na área de Monitor Valley e vários pequenos campos mineiros espalhados pelo flanco oriental de Toquima Range, havia a necessidade de surgir naquela área os correios. O rancho de Potts teve a farantia de ver ali instalado um posto de correios em 1893, mas só conseguiu esse serviço em 1898. . O serviço de correios funcionou em Potts entre 12 de agosto de 1898 e 31 de outubro de 1941, tendo muitos dos agentes dos correios eram membros da família Potts. A velha casa do rancho permanece em pé na localização inicial. As nascentes de água quente localizadas próximo do local são destinos populares para os entusiastas de nascentes quentes e são mantidos para lazer. 